# 三鷹郵便局
三鷹郵便局（みたかゆうびんきょく）は東京都三鷹市にある郵便局。民営化前の分類では集配普通郵便局であった。

## 概要
住所：〒181-8799 東京都三鷹市野崎1-1-2

### 併設施設
- ゆうちょ銀行三鷹店（本店三鷹出張所）：取扱店番号004980

## 沿革
- 1964年（昭和39年）5月11日 - 三鷹郵便局[1]として、三鷹市野崎にて開局[2]するとともに、武蔵野郵便局から三鷹市内の集配業務を移管。
- 1998年（平成10年）9月1日 - 外国通貨の両替および旅行小切手の売買に関する業務取扱を開始。
- 2007年（平成19年）10月1日 - 民営化に伴い、併設された郵便事業三鷹支店、ゆうちょ銀行三鷹店に一部業務を移管。
- 2012年（平成24年）10月1日 - 日本郵便株式会社の発足に伴い、郵便事業三鷹支店を三鷹郵便局に統合。
- 2016年（平成28年）7月25日 - ゆうゆう窓口の24時間営業を廃止。

## 取扱内容

### 三鷹郵便局
- 郵便、印紙、ゆうパック、内容証明
- 生命保険、バイク自賠責保険、自動車保険、がん保険、引受条件緩和型医療保険
- 三鷹市内の集配業務および調布市内の一部のポストの取り集め
- ゆうゆう窓口

### ゆうちょ銀行三鷹店
- 貯金、貸付、為替、振替、振込、国際送金、外貨両替、国債、投資信託、変額年金保険
- ATM

## 周辺
- 三鷹市役所
- 三鷹市公会堂
- 三鷹市市民総合体育館
- 宇宙航空研究開発機構本社・調布航空宇宙センター
- 海上技術安全研究所、交通安全環境研究所、電子航法研究所
- 杏林大学三鷹キャンパス・医学部付属病院
- 東京都立三鷹中等教育学校
- 大成高等学校

## アクセス
- JR中央本線 三鷹駅（南口）から徒歩約30分
- 京王バス、小田急バス 三鷹市役所前停留所下車
- 中央自動車道 調布ICから北東へ約4km、首都高新宿線 高井戸出入口から西へ約6km
- 人見街道沿い
- 駐車場あり：4台